# Pörtö
Pörtö (finska: Pirttisaari) är en ö i Finska viken i kommunen Borgå. Den ligger i sydöstra hörnet av Sibbofjärden omkring 26 kilometer öster om huvudstaden Helsingfors. Öns area är 1,52 kvadratkilometer och dess största längd är 2,1 kilometer i öst-västlig riktning.
De närmaste öarna är Bodö i nordost samt Hamnholmen och Lästholmen i väster.
Pörtö befolkades på 1700-talet av fiskare såväl från fastlandet som från Estland; de erhöll anställning i en 1756 bildad fiskerisocietet med säte i Borgå. Pörtö fick på 1840-talet tullstation och lotsstation. För lotsarna uppfördes ett bostadshus på Hamnholmens sydöstra udde. Lotsarnas uppassningsställe fanns på Kokkomaa vid Söderskärs fyr.
Lotsstationen indrogs vintern 1960–1961. Tullstationen arbetade fram till 1930, varefter sjöbevakningen flyttade in i det gamla, numera rivna tullhuset. Båtbyggeri och båtvarvsverksamhet har också varit betydelsefulla näringar på Pörtö, där det 2005 fanns tre båtvarv. På ön finns också ett obemannat bevakningsfort (Sveaborgs kustregemente). Pörtö är sedan början av 1900-talet populärt bland semesterfirande huvudstadsbor. Den bofasta befolkningen som ännu i början av 1980-talet uppgick till ett sextiotal personer, bestod 2005 av 14 personer.